# Seznam postav v Grand Theft Auto: Vice City Stories
Seznam postav v Grand Theft Auto: Vice City Stories uvádí postavy z videohry Vice City Stories ze série Grand Theft Auto, vydané roku 2006.

## Louise Cassidy-Williams
Louise Cassidy-Williams byla seznámena s Victorem Vancem přes Phila Cassidyho v misi Four Wheels, ale také je manželka tyrana a násilníka Marty Williamse, kterého její kamarád Victor Vance v misi D.I.V.O.R.C.E. zabije, protože jí týral.
Skončí to ale smutně, protože Luise zemře.

## Phil Cassidy
Phil Cassidy je fiktivní postava ze hry GTA Vice City. Je to americký vlastenec, překupník zbraní a kamarád Victora Vance.
Phil se objevil poprvé ve Vice City, kde obstarával mise pro Tommyho Vercetti, později pro Victora Vance.
Phil obvykle potřebuje pomoc s tunou ukradených zbraní, ale na oplátku vám dá nějaké zbraně.Ve Vice City se také odhalilo, že má dvě sestry:Louise Cassidy-Williams a Marty Jo Cassidy.

## Jerry Martinez
Jerry Martinez zkrácemě Martinez je bývalý fiktivní voják, pro kterého pracoval Victor Vance, toho však neměl příliš v lásce, takže ho na konci hry, zabil sám Victor Vance s pomocí Lance Vance.

## Ricardo Diaz
Ricardo Diaz je fiktivní zločinecký boss, který pořádal loupeže, vraždy..., po celém Vice City. Poprvé po vás Diaz chtěl, zabít jeho velkého konkurenta, Gonzalese. Diaz začal více spolupracovat se Sony Forellim, takže se dozvěděl že mu dluží peníze, toho využil a chtěl je zabít (aby dostal prémii), ale obrátilo se to proti němu, a Diaze zabil Tommy Vercetti.

## Umberto Robina
Umberto Robina /ʊmbɛːrto roːbɪna/ je šéf kubánského gangu, který sídlí hlavně na Little Havaně, a Little Haiti, všechny kšefty tohoto gangu se odehrávají v Havana Caffé, jediném podniku Umberta, perou se v něm peníze, obchoduje atd..
Poprvé vás s ním seznámil Diaz v misi s loděmi, potřeboval přivést nějaké zboží.

## Cholo
Ve Vice City Stories, které je časově před Vice City, potřebuje Umberto hlavně boj s gangem Cholo, ten se však ve Vice City neobjevil, takže ho Kubánci vyhubili, skutečnost je však taková, že doopravdový Haiťané z Haiti zažalovali Rockstar, za porušení autorských práv, při úvodu Haiťanský gang.

## Lance Vance
Lance Vance je známá postava ze hry Vice City a poté ze hry Vice City Stories,
poprvé byl spatřen při obchodu s kokainem ve Vice City, kde zabili jeho bratra, postupně se skamarádí s Tommy Vercettim, který Lance na konci zabije, protože ho Lance Vance zradí pro peníze slíbené od Sonnyho Forelli.

## Victor Vance
Victor Vance je hlavní postava ze hry Grand Theft Auto: Vice City Stories. Narodil se v roce 1961, o tom vypovídá důkaz z jedné mise ve Vice City Stories, kde se musí uhádnout heslo do trezoru, heslo je 8423:
- 84 : rok, ve kterém se odehrává Vice City Stories (1984)
- 23 : tolik mu je let v roce 1984.

Poprvé byl Victor Vance spatřen na začátku hry Vice City, když probíhal obchod mezi Sony Forellim a Tommy Vercettim.
Poté byli přepadeni ozbrojenými muži a Victor Vance zemřel.

## Tommy Vercetti
Gangster Tommy se narodil v roce 1951 v Liberty City. O jeho rodině víme jen že jeho otec pracoval v tiskárně a Tommy chtěl pokračovat v otcově práci, nakonec se však stal členem mafie.
Tommy pracoval jako nájemný vrah a člen Forelliho rodiny. Díky svým schopnostem se rychle vypracovával výše v hierarchii rodiny. To však vyděsilo Dona - Sonnyho Forelliho, který se bál Tommyho jako možného oponenta a proto poslal Tommyho aby zabil jednoho muže. V Harwoodu na něj však byla nastražena past a Tommy musel zabít 11 lidí, tím si vysloužil přezdívku Harwoodský řezník. Policejní jednotky SWAT ho však zadrželi. Tommy unikl trestu smrti a byl uvězněn na pouhých 15 let.
- Tommy byl hlavní postavou ve hře GTA: Vice City

## Marty Jay Williams
Marty Jay Williams zkráceně Marty Williams, je fiktivní gangster, pro kterého bude ze začátku pracovat Victor Vance, naučí ho, jak obchodovat ve starém zločineckém Vice City, jenže Victor za nějakou dobu zjistí, že týrá a terorizuje Louise, takže ji přijde zachránit, ale Martyho gang ho bude chtít zabít, Victor zabije polovinu gangu, a poté Martyho

## Reni Wassulmaier
Z Vice City Stories. Německý transsexuál, později přeoperován na ženu. Extravagantní režisér. Uděláte pro něj pár misí v nahrávacím studiu. Dohodí vám kontakt na Ricarda Diaze. Má problémy s Mendezovou rodinou. Na konci hry odletí do Evropy.

## Další postavy
- Brian Forbes
- Barry Mickelthwaite
- Reni Wassulmaier